# サム・ジョンソン
サム・ジョンソン（Sam Johnson、1993年6月19日 - ）は、プロD2CAブリーヴに所属するラグビーユニオン選手。

## プロフィール
- オーストラリア・ダイサート出身。
- ポジションはセンター(CTB)。
- 身長 183cm、体重 95kg
- スコットランド代表キャップは26（2022年12月現在）でワールドカップ2019のスコットランド代表に選ばれた[1]。

## 略歴
レッズ、クイーンズランド・カントリーを経て、2015年、グラスゴー・ウォリアーズに加入。
2023年、CAブリーヴに加入。